# Eric Mobley
Eric Mobley (Bronx, Nueva York; 1 de febrero de 1970 - Los Angeles, California; 2 de junio de 2021) fue un baloncestista estadounidense que disputó dos temporadas en la NBA en los equipos de Milwaukee Bucks y Vancouver Grizzlies. Con 2,10 metros de estatura, jugaba en la posición de pívot.

## Trayectoria deportiva

### Universidad
Procedente del Allegheny Community College en Cumberland, Maryland, Mobley asistió a la Universidad de Pittsburgh, donde jugó tres temporadas con los Panthers. Sus promedios a lo largo de 88 partidos con el equipo fueron de 10.2 puntos, 6.8 rebotes, 1.4 asistencias y 23.8 minutos de juego por partido.

### Estadísticas
| Año     | Equipo     | PJ | PT | MPP  | %TC  | %3P | %TL  | RPP | APP | ROB | TPP | PPP  |
| ------- | ---------- | -- | -- | ---- | ---- | --- | ---- | --- | --- | --- | --- | ---- |
| 1991–92 | Pittsburgh | 33 | -  | 16.4 | .559 | -   | .410 | 4.6 | 0.6 | 0.4 | 1.7 | 7.2  |
| 1992–93 | Pittsburgh | 28 | -  | 26.8 | .542 | -   | .553 | 7.5 | 1.8 | 0.3 | 1.9 | 10.4 |
| 1993–94 | Pittsburgh | 27 | -  | 29.6 | .568 | -   | .492 | 8.8 | 2.0 | 0.7 | 2.8 | 13.7 |
| Total   | Total      | 88 | -  | 23.8 | .557 | -   | .486 | 6.8 | 1.4 | 0.5 | 2.1 | 10.2 |

### Profesional
Mobley fue seleccionado en la 18.ª posición del Draft de la NBA de 1994 por Milwaukee Bucks, equipo en el que militó en su primera campaña en la liga. Su aportación fue escasa, apareciendo en juego 12.8 minutos por partido y promediando 3.9 puntos y 3.3 rebotes en 46 encuentros. El 27 de noviembre de 1995 fue traspasado a Vancouver Grizzlies con Eric Murdock a cambio de Benoit Benjamin. Tras jugar la temporada 1996-97 con los Grizzlies fue despedido en octubre de 1997. 
En sus 113 partidos en la NBA, 38 de ellos como titular, Mobley promedió 3.9 puntos, 3.1 rebotes, 0.5 asistencias, 0.5 tapones y 13.9 minutos.

## Estadísticas de su carrera en la NBA

### Temporada regular
| Año     | Equipo    | PJ  | PT | MPP  | %TC  | %3P   | %TL  | RPP | APP | ROB | TPP | PPP |
| ------- | --------- | --- | -- | ---- | ---- | ----- | ---- | --- | --- | --- | --- | --- |
| 1994–95 | Milwaukee | 46  | 26 | 12.8 | .591 | 1.000 | .489 | 3.3 | 0.5 | 0.2 | 0.6 | 3.9 |
| 1995–96 | Milwaukee | 5   | 3  | 13.0 | .286 | .000  | .500 | 2.4 | 0.0 | 0.2 | 0.2 | 1.2 |
| 1995–96 | Vancouver | 34  | 1  | 18.0 | .550 | .500  | .446 | 3.8 | 0.6 | 0.4 | 0.7 | 5.4 |
| 1996–97 | Vancouver | 28  | 8  | 11.0 | .444 | .000  | .533 | 2.1 | 0.5 | 0.2 | 0.4 | 2.6 |
| Total   | Total     | 113 | 38 | 13.9 | .541 | .750  | .475 | 3.1 | 0.5 | 0.2 | 0.5 | 3.9 |